# Up & Up
"Up & Up" (estilizado como "Up&Up") é uma canção da banda britânica de rock alternativo Coldplay, de seu sétimo álbum de estúdio, A Head Full of Dreams (2015). Foi lançado como terceiro single do álbum em 22 de abril de 2016 pela gravadora Parlophone.
Os vocais de fundo na música são fornecidos por Beyoncé, Annabelle Wallis e Merry Clayton. Um videoclipe para canção foi lançado em 16 de maio de 2016.

## Antecedentes
A canção é caracterizada pelo seu coral, que contou com a participação de quase todos os artistas que colaboraram com o grupo no álbum, incluindo Beyoncé, Brian Eno com algumas crianças e alguns convidados dos músicos. No álbum também há a participação do guitarrista e cantor Noel Gallagher, que dirige o segundo solo de guitarra (ocultado na versão "radio edit" da canção).

## Videoclipe
A banda lançou vários teasers nas suas contas na rede social que levaram ao lançamento do vídeo. O videoclipe, dirigido por Vania Heymann e Gal Muggia, foi lançado em 16 de maio de 2016. Foi descrito no site da banda como uma "montagem pungente e surrealista que alude a questões contemporâneas". O próprio vídeo consiste em capturas visuais em excesso e tem a banda tocando a canção em várias paisagens e locais. Uma das localizações utilizadas é a montanha da Croácia chamada Biokovo, onde Chris Martin aparece sentado.
Um escritor do site MTV UK afirmou que o vídeo é "estranho e maravilhoso em todos os aspectos", e "mágico ainda pungente". Chris Payne, escrevendo para a revista Billboard, chamou-o de "um videoclipe apropriadamente épico" com "um tipo de afirmação inebriante e disparada para as estrelas". O escritor Carl Williott da Idolator, sentiu que o vídeo "eleva-lo graças a alguns recursos visuais artisticamente trippy".
Cenas e efeitos visuais para o vídeo foi criado por GloriaFX, e dirigido na Ucrânia por Anatolii Kuzmytskyi e Max Colt nos Estados Unidos. Chris Martin chamou de "um dos melhores vídeos já feitos". Algumas cenas foram cortadas do vídeo para torná-lo mais curto, incluindo um homem com um vulcão no lugar de sua cabeça.
O videoclipe foi nomeado para um "Grammy Award de Melhor Videoclipe" no 59º Grammy Awards.

## Faixas
| Download digital |           |         |  |
| N.º              | Título    | Duração |  |
| 1.               | "Up & Up" | 6:45    |  |

| Download digital (Radio Edit) |                        |         |  |
| N.º                           | Título                 | Duração |  |
| 1.                            | "Up & Up" (Radio Edit) | 3:58    |  |

| Download digital (Freedo Remix) |                          |         |  |
| N.º                             | Título                   | Duração |  |
| 1.                              | "Up & Up" (Freedo Remix) | 3:30    |  |

## Pessoal
Os créditos foram adaptados através das notas de A Head Full of Dreams.
Coldplay
- Guy Berryman – guitarra base, instrumento de teclas
- Jonny Buckland – guitarra elétrica, instrumento de teclas
- Will Champion – bateria, programação
- Chris Martin – vocais, piano

Músicos adicionais
- Merry Clayton – vocais
- Beyoncé Knowles – vocais
- Annabelle Wallis – vocais
- Noel Gallagher – guitarra solo
- Moses Martin – pandeireta

## Desempenho nas tabelas musicais
| Tabela musical (2016)                                   | Melhor posição |
| ------------------------------------------------------- | -------------- |
| Alemanha (Offizielle Deutsche Charts)                   | 79             |
| Argentina (Monitor Latino)                              | 3              |
| Austrália (ARIA)                                        | 74             |
| Áustria (Ö3 Austria Top 75)                             | 65             |
| Bélgica (Ultratip Bubbling Under da Valônia)            | 9              |
| Bélgica (Ultratop 50 de Flandres)                       | 33             |
| República Checa (Rádio Top 100)                         | 7              |
| Estados Unidos (Billboard Alternative Airplay)          | 22             |
| Estados Unidos (Billboard Adult Alternative Songs)      | 8              |
| Estados Unidos (Billboard Hot Rock & Alternative Songs) | 30             |
| França (SNEP)                                           | 161            |
| Irlanda (IRMA)                                          | 95             |
| Islândia (RÚV)                                          | 2              |
| Israel (Media Forest TV Airplay)                        | 1              |
| Itália (FIMI)                                           | 32             |
| Países Baixos (Single Top 100)                          | 65             |
| Polónia (Polish Airplay Top 100)                        | 44             |
| Portugal (AFP)                                          | 96             |
| Reino Unido (UK Singles Chart)                          | 71             |
| Suíça (Schweizer Hitparade)                             | 32             |

| Tabela musical (2016)                    | Posição |
| ---------------------------------------- | ------- |
| Argentina (Monitor Latino)               | 38      |
| Estados Unidos (Adult Alternative Songs) | 25      |
| Estados Unidos (Hot Rock Songs)          | 75      |
| Itália (FIMI)                            | 70      |

## Certificações
| País              | Certificação | Vendas  |
| ----------------- | ------------ | ------- |
| Itália (FIMI)     | 2× Platina   | 100.000 |
| Polônia (ZPAV)    | Ouro         | 10.000  |
| Reino Unido (BPI) | Prata        | 200.000 |